# François Henri Hallopeau
François Henri Hallopeau, né le 17 janvier 1842 et mort le 20 mars 1919 à Paris, est un dermatologue français. 

## Biographie
François Henri Hallopeau a étudié la médecine avec les professeurs Alfred Vulpian et Sigismond Jaccoud. En 1863, il devient Externe des hôpitaux de Paris, puis Interne des hôpitaux de Paris en 1866. En 1877, il est nommé médecin des hôpitaux de Paris, et l'année suivante obtient le poste de professeur agrégé à la Faculté de Médecine de Paris. 
François Henri Hallopeau fut successivement chef de service à l'hôpital Tenon en 1880, à l’hôpital Saint-Antoine de 1881 à 1883, puis à l'hôpital Saint-Louis en 1884.
Le docteur Hallopeau a cofondé et a été secrétaire général de la Société Française de Dermatologie et de syphiligraphie. Il est devenu membre de l'Académie de Médecine en 1893.
Il fut membre d'un grand nombre de sociétés savantes. Hallopeau fut vice-président du 2e Congrès International de dermatologie tenu à Vienne en 1892. Il fut secrétaire général de la Société française de dermatologie et de syphiligraphie de 1893 à 1902.
Il est inhumé au cimetière du Père-Lachaise (41e division).

## Travaux
En 1871, il inventa le mot « antibiotique », pour décrire une substance par opposition au développement de la vie.[réf. nécessaire]
En 1889, il inventa un autre terme : la « trichotillomanie », qui est un trouble caractérisé par l’arrachage compulsif de ses propres poils et/ou cheveux, entraînant une alopécie manifeste à la partie du corps touchée.
Il a décrit un de forme clinique du pemphigus, le pemphigus végétant qui est une maladie dermatologique rare attaquant la peau ou les muqueuses, et qui porte son nom, la pyodermite végétante de Hallopeau (maladie de Hallopeau).
Avec le docteur Hermann Werner Siemens (en), ils ont étudié l'épidermolyse bulleuse dystrophique connu sous le nom de « syndrome Hallopeau-Siemens ».

## Publications

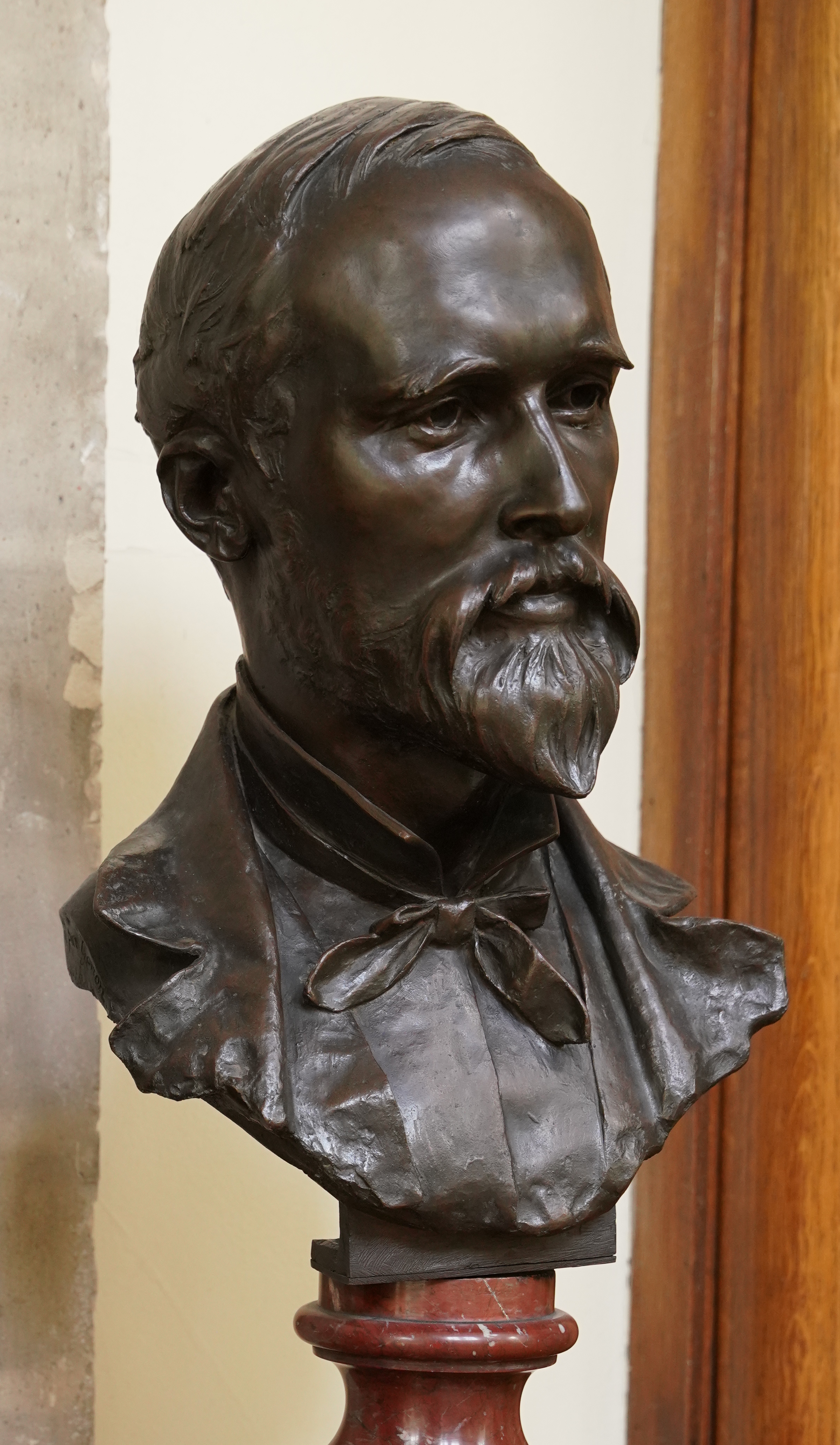
Son buste présenté au musée des Moulages de Paris.

- 1875 : Hallopeau F., Études sur les myélites chroniques diffuses. Paris,
- 1875 : Hallopeau F., Des paralysies bulbaires. Paris,
- 1878 : Hallopeau F., Du mercure; action physiologique et thérapeutique. Thèse d'Agrégation, Paris,
- 1884 : Hallopeau F., Traité élémentaire de pathologie générale. Paris,
- 1885 : Hallopeau F. et Leredde É., Sur un cas d'adenomes sébacés à forme scléreuse.. Annales de dermatologie et de syphiligraphie 6: 473–9.
- 1889 : Hallopeau F., Lichen plan scléreux. Annales de dermatologie et de syphiligraphie 10: 447–9.
- 1887 : Hallopeau F., Leçons cliniques sur les maladies cutanées et syphilitiques. Première leçon, suite et fin. Le lichen plan atrophique. Union médicale 43: 742–7.
- 1890 : Hallopeau F., Sur une nouvelle forme de dermatite pustuleuse chronique en foyers à progression excentrique. Congrès international de dermatologie et de syphiligraphie tenu à Paris en 1889: 344–62.
- 1890 : Hallopeau F., Sur une asphyxie locale des extrémités avec polydactylie suppurative chronique et poussées éphémères de dermatite pustuleuse disséminée et symétrique. Bulletin de la Société française de dermatologie et de syphiligraphie: 39–45.
- 1890 : Hallopeau F., Sur une dermatose bulleuse congénitale avec cicatrices indélébiles, kystes épidermiques et manifestations buccales. Bulletin de la Société française de dermatologie et de syphiligraphie: 3–10.
- 1891 : Hallopeau F,. Leçons sur les maladies cutanées et syphilitiques, les nævi. Paris,
- 1900 : Hallopeau F,. Traité pratique de dermatologie. With Émile Leredde. Paris, Baillière,
- 1810 : Hallopeau F,. Traité de la syphilis. (C. Fouquetem). Paris, Baillière,
- 1915 : Hallopeau F, Fonctionnement complet d'un service chirurgical transportable et déplaçable, destiné à opérer, à panser les blessés du front, In la presse Médicale du 11 février 1915, Transcription Laurent Provost